# Малые Озёрки (Базарно-Карабулакский район)
Малые Озёрки — село в Базарно-Карабулакском районе Саратовской области в составе сельского поселения Липовское муниципальное образование.

## География
Находится на расстоянии примерно 8 километров по прямой на запад-северо-запад от районного центра поселка Базарный Карабулак.

## История
Официальная дата основания 1832 год. В 1799 году была построена деревянная православная церковь во имя Димитрия Солунского. По данным 1859 года в Малых Озёрках в 60 домохозяйствах проживали 498 жителей. В 1917 году в селе насчитывалось 176 дворов и 1137 жителей.
До 2018 года входило в Тепляковское муниципальное образование.

## Население
Постоянное население составляло 160 человек в 2002 году (русские 80 %), 89 в 2010.